# Shorttrack-Weltcup 2004/05
Der Shorttrack-Weltcup 2004/05 ging vom 22. Oktober 2004 bis 12. Februar 2005 und wurde in fünf Ländern ausgetragen. Der Weltcup umfasste sechs Weltcupveranstaltungen.
Zu den Saisonhöhepunkten zählten die Europameisterschaften 2005 in Turin, die Weltmeisterschaften 2005 in Peking und die Teamweltmeisterschaften 2005 in Chuncheon.

## Austragungsorte
Die Wettbewerbe fanden an sechs Austragungsorten auf drei Kontinenten statt. Im ersten Saisondrittel machte der Weltcup in Changchun und Peking in China Station. Dann folgten die Weltcups in Hartford in den USA und Saguenay in Kanada. Der Weltcupabschluss erfolgte in Europa, zunächst in Budapest in Ungarn, dann in Spišská Nová Ves in der Slowakei.

## Frauen

### Weltcup-Übersicht
| Datum                                                                    | Ort              | Disziplin      | Siegerin                                                           | Zweite                                                                         | Dritte                                                                    |
| ------------------------------------------------------------------------ | ---------------- | -------------- | ------------------------------------------------------------------ | ------------------------------------------------------------------------------ | ------------------------------------------------------------------------- |
| 22. bis 24. Oktober 2004                                                 | Changchun        | 500 m          | Wang Meng                                                          | Fu Tianyu                                                                      | Marta Capurso                                                             |
| 22. bis 24. Oktober 2004                                                 | Changchun        | 1000 m         | Choi Eun-kyung                                                     | Wang Meng                                                                      | Kang Yun-mi                                                               |
| 22. bis 24. Oktober 2004                                                 | Changchun        | 1500 m         | Wang Meng                                                          | Choi Eun-kyung                                                                 | Kang Yun-mi                                                               |
| 22. bis 24. Oktober 2004                                                 | Changchun        | 3000 m         | Jin Sun-yu                                                         | Allison Baver                                                                  | Marta Capurso                                                             |
| 22. bis 24. Oktober 2004                                                 | Changchun        | 3000 m Staffel | SüdkoreaChoi Eun-kyung Yeo Soo-yeon Kang Yun-mi Jin Sun-yu         | KanadaAlanna Kraus Tania Vicent Amélie Goulet-Nadon Amanda Overland            | JapanMika Ozawa Yūkō Kōya Yōko Iizuka Miyuki Ozawa                        |
| 22. bis 24. Oktober 2004                                                 | Changchun        | Team           | Südkorea                                                           | Volksrepublik China                                                            | Italien                                                                   |
| 29. bis 31. Oktober 2004                                                 | Peking           | 500 m          | Fu Tianyu                                                          | Zhu Mi Lei                                                                     | Tania Vicent                                                              |
| 29. bis 31. Oktober 2004                                                 | Peking           | 1000 m         | Choi Eun-kyung                                                     | Kang Yun-mi                                                                    | Jin Sun-yu                                                                |
| 29. bis 31. Oktober 2004                                                 | Peking           | 1500 m         | Kang Yun-mi                                                        | Jin Sun-yu                                                                     | Wang Meng                                                                 |
| 29. bis 31. Oktober 2004                                                 | Peking           | 3000 m         | Choi Eun-kyung                                                     | Kang Yun-mi                                                                    | Jin Sun-yu                                                                |
| 29. bis 31. Oktober 2004                                                 | Peking           | 3000 m Staffel | SüdkoreaChoi Eun-kyung Yeo Soo-yeon Kang Yun-mi Jin Sun-yu         | Volksrepublik ChinaWang Meng Fu Tianyu Yang Yang (A) Wang Wei                  | JapanMika Ozawa Yūkō Kōya Yōko Iizuka Miyuki Ozawa                        |
| 29. bis 31. Oktober 2004                                                 | Peking           | Team           | Volksrepublik China                                                | Südkorea                                                                       | Kanada                                                                    |
| 26. bis 28. November 2004                                                | Hartford         | 500 m          | Yang Yang (A)                                                      | Wang Meng                                                                      | Marta Capurso                                                             |
| 26. bis 28. November 2004                                                | Hartford         | 1000 m         | Hyo-Jung Kim                                                       | Amanda Overland                                                                | Ewgenija Radanowa                                                         |
| 26. bis 28. November 2004                                                | Hartford         | 1500 m         | Yang Yang (A)                                                      | Allison Baver                                                                  | Yuka Kamino                                                               |
| 26. bis 28. November 2004                                                | Hartford         | 3000 m         | Wang Meng                                                          | Hyo-Jung Kim                                                                   | Allison Baver                                                             |
| 26. bis 28. November 2004                                                | Hartford         | 3000 m Staffel | Volksrepublik ChinaWang Meng Fu Tianyu Yang Yang (A) Cheng Xiaolei | DeutschlandYvonne Kunze Tina Grassow Aika Klein Christin Priebst               | JapanMika Ozawa Yuka Kamino Chikage Tanaka Ikue Teshigawara               |
| 26. bis 28. November 2004                                                | Hartford         | Team           | Volksrepublik China                                                | Kanada                                                                         | Japan                                                                     |
| 3. bis 5. Dezember 2004                                                  | Saguenay         | 500 m          | Wang Meng                                                          | Allison Baver                                                                  | Ewgenija Radanowa                                                         |
| 3. bis 5. Dezember 2004                                                  | Saguenay         | 1000 m         | Yang Yang (A)                                                      | Wang Wei                                                                       | Hyo-Jung Kim                                                              |
| 3. bis 5. Dezember 2004                                                  | Saguenay         | 1500 m         | Wang Wei                                                           | Allison Baver                                                                  | Hyo-Jung Kim                                                              |
| 3. bis 5. Dezember 2004                                                  | Saguenay         | 3000 m         | Annita van Doorn                                                   | Wang Meng                                                                      | Yang Yang (A)                                                             |
| 3. bis 5. Dezember 2004                                                  | Saguenay         | 3000 m Staffel | Volksrepublik ChinaWang Meng Fu Tianyu Yang Yang (A) Cheng Xiaolei | RusslandMarina Tretjakowa Jelisaweta Iwljewa Tatjana Borodulina Nina Jewtejewa | KanadaAlanna Kraus Tania Vicent Kalyna Roberge Amanda Overland            |
| 3. bis 5. Dezember 2004                                                  | Saguenay         | Team           | Volksrepublik China                                                | Kanada                                                                         | Vereinigte Staaten                                                        |
| 14. bis 16. Januar 2005 Shorttrack-Europameisterschaften 2005 in Turin   |                  |                |                                                                    |                                                                                |                                                                           |
| 3. bis 5. Februar 2005                                                   | Budapest         | 500 m          | Fu Tianyu                                                          | Wang Meng                                                                      | Ewgenija Radanowa                                                         |
| 3. bis 5. Februar 2005                                                   | Budapest         | 1000 m         | Choi Eun-kyung                                                     | Kang Yun-mi                                                                    | Jin Sun-yu                                                                |
| 3. bis 5. Februar 2005                                                   | Budapest         | 1500 m         | Jin Sun-yu                                                         | Kang Yun-mi                                                                    | Choi Eun-kyung                                                            |
| 3. bis 5. Februar 2005                                                   | Budapest         | 3000 m         | Jin Sun-yu                                                         | Choi Eun-kyung                                                                 | Kang Yun-mi                                                               |
| 3. bis 5. Februar 2005                                                   | Budapest         | 3000 m Staffel | Volksrepublik ChinaWang Meng Fu Tianyu Yang Yang (A) Cheng Xiaolei | SüdkoreaChoi Eun-kyung Yeo Soo-yeon Kang Yun-mi Jin Sun-yu                     | KanadaAlanna Kraus Anouk Leblanc-Boucher Chantale Sevigny Amanda Overland |
| 3. bis 5. Februar 2005                                                   | Budapest         | Team           | Volksrepublik China                                                | Südkorea                                                                       | Kanada                                                                    |
| 10. bis 12. Februar 2005                                                 | Spišská Nová Ves | 500 m          | Wang Meng                                                          | Ewgenija Radanowa                                                              | Anouk Leblanc-Boucher                                                     |
| 10. bis 12. Februar 2005                                                 | Spišská Nová Ves | 1000 m         | Jin Sun-yu                                                         | Yeo Soo-yeon                                                                   | Yang Yang (A)                                                             |
| 10. bis 12. Februar 2005                                                 | Spišská Nová Ves | 1500 m         | Jin Sun-yu                                                         | Yeo Soo-yeon                                                                   | Amanda Overland                                                           |
| 10. bis 12. Februar 2005                                                 | Spišská Nová Ves | 3000 m         | Yeo Soo-yeon                                                       | Jin Sun-yu                                                                     | Ewgenija Radanowa                                                         |
| 10. bis 12. Februar 2005                                                 | Spišská Nová Ves | 3000 m Staffel | Volksrepublik ChinaWang Meng Fu Tianyu Yang Yang (A) Cheng Xiaolei | KanadaAlanna Kraus Annik Plamondon Chantale Sevigny Amanda Overland            | SüdkoreaChoi Eun-kyung Yeo Soo-yeon Hur Hee-been Jin Sun-yu               |
| 10. bis 12. Februar 2005                                                 | Spišská Nová Ves | Team           | Volksrepublik China                                                | Südkorea                                                                       | Kanada                                                                    |
| 5. und 6. März 2005 Shorttrack-Teamweltmeisterschaften 2005 in Chuncheon |                  |                |                                                                    |                                                                                |                                                                           |
| 11. bis 13. März 2005 Shorttrack-Weltmeisterschaften 2005 in Peking      |                  |                |                                                                    |                                                                                |                                                                           |

### Weltcupstände
| Rang | Name              | Punkte |
| ---- | ----------------- | ------ |
| 1    | Wang Meng         | 196    |
| 2    | Jin Sun-yu        | 196    |
| 3    | Yang Yang (A)     | 189    |
| 4    | Choi Eun-kyung    | 188    |
| 5    | Ewgenija Radanowa | 185    |
| 6    | Allison Baver     | 184    |
| 7    | Hyo-Jung Kim      | 181    |
| 8    | Marta Capurso     | 175    |

| Rang | Name          | Punkte |
| ---- | ------------- | ------ |
| 1    | Wang Meng     | 199    |
| 2    | Fu Tianyu     | 196    |
| 3    | Yang Yang (A) | 186    |
| 4    | Marta Capurso | 182    |
| 5    | Alanna Kraus  | 178    |
| 6    | Hyo-Jung Kim  | 175    |
| 7    | Mara Zini     | 171    |
| 8    | Jin Sun-yu    | 171    |

| Rang | Name              | Punkte |
| ---- | ----------------- | ------ |
| 1    | Choi Eun-kyung    | 196    |
| 2    | Wang Meng         | 189    |
| 3    | Jin Sun-yu        | 188    |
| 4    | Ewgenija Radanowa | 188    |
| 5    | Wang Wei          | 185    |
| 6    | Amanda Overland   | 184    |
| 7    | Hyo-Jung Kim      | 183    |
| 8    | Yvonne Kunze      | 169    |

| Rang | Name            | Punkte |
| ---- | --------------- | ------ |
| 1    | Jin Sun-yu      | 195    |
| 2    | Wang Meng       | 188    |
| 3    | Yang Yang (A)   | 187    |
| 4    | Allison Baver   | 187    |
| 5    | Wang Wei        | 186    |
| 6    | Choi Eun-kyung  | 185    |
| 7    | Amanda Overland | 176    |
| 8    | Hyo-Jung Kim    | 173    |

| Rang | Team                | Punkte |
| ---- | ------------------- | ------ |
| 1    | Volksrepublik China | 200    |
| 2    | Südkorea            | 197    |
| 3    | Kanada              | 194    |
| 4    | Russland            | 189    |
| 5    | Deutschland         | 188    |
| 6    | Japan               | 186    |
| 7    | Frankreich          | 183    |
| 8    | Vereinigte Staaten  | 179    |

| Rang | Team                | Punkte |
| ---- | ------------------- | ------ |
| 1    | Volksrepublik China | 200    |
| 2    | Südkorea            | 198    |
| 3    | Kanada              | 194    |
| 4    | Italien             | 188    |
| 5    | Vereinigte Staaten  | 186    |
| 6    | Japan               | 181    |
| 7    | Russland            | 181    |
| 8    | Deutschland         | 181    |

## Männer

### Weltcup-Übersicht
| Datum                                                                    | Ort              | Disziplin      | Sieger                                                                            | Zweiter                                                                         | Dritter                                                                         |
| ------------------------------------------------------------------------ | ---------------- | -------------- | --------------------------------------------------------------------------------- | ------------------------------------------------------------------------------- | ------------------------------------------------------------------------------- |
| 22. bis 24. Oktober 2004                                                 | Changchun        | 500 m          | Apolo Anton Ohno                                                                  | Lee Seung-jae                                                                   | Rusty Smith                                                                     |
| 22. bis 24. Oktober 2004                                                 | Changchun        | 1000 m         | Ahn Hyun-soo                                                                      | Song Kyung-taek                                                                 | Li Jiajun                                                                       |
| 22. bis 24. Oktober 2004                                                 | Changchun        | 1500 m         | Apolo Anton Ohno                                                                  | Ahn Hyun-soo                                                                    | Li Jiajun                                                                       |
| 22. bis 24. Oktober 2004                                                 | Changchun        | 3000 m         | Ahn Hyun-soo                                                                      | Apolo Anton Ohno                                                                | Lee Seung-jae                                                                   |
| 22. bis 24. Oktober 2004                                                 | Changchun        | 5000 m Staffel | SüdkoreaAhn Hyun-soo Lee Seung-jae Song Kyung-taek Seo Ho-jin                     | KanadaJonathan Guilmette Mathieu Turcotte Jean-François Monette Charles Hamelin | Volksrepublik ChinaLi Jiajun Li Ye Li Haonan Sui Baoku                          |
| 22. bis 24. Oktober 2004                                                 | Changchun        | Team           | Südkorea                                                                          | Volksrepublik China                                                             | Vereinigte Staaten                                                              |
| 29. bis 31. Oktober 2004                                                 | Peking           | 500 m          | Ahn Hyun-soo                                                                      | Apolo Anton Ohno                                                                | Jean-François Monette                                                           |
| 29. bis 31. Oktober 2004                                                 | Peking           | 1000 m         | Ahn Hyun-soo                                                                      | Apolo Anton Ohno                                                                | Song Kyung-taek                                                                 |
| 29. bis 31. Oktober 2004                                                 | Peking           | 1500 m         | Ahn Hyun-soo                                                                      | Apolo Anton Ohno                                                                | Li Jiajun                                                                       |
| 29. bis 31. Oktober 2004                                                 | Peking           | 3000 m         | Ahn Hyun-soo                                                                      | Song Kyung-taek                                                                 | Apolo Anton Ohno                                                                |
| 29. bis 31. Oktober 2004                                                 | Peking           | 5000 m Staffel | SüdkoreaAhn Hyun-soo Sung Si-bak Song Kyung-taek Song Suk-woo                     | Vereinigte StaatenApolo Anton Ohno Rusty Smith Shani Davis J. P. Kepka          | KanadaJonathan Guilmette Mathieu Turcotte Jean-François Monette Charles Hamelin |
| 29. bis 31. Oktober 2004                                                 | Peking           | Team           | Südkorea                                                                          | Kanada                                                                          | Volksrepublik China                                                             |
| 26. bis 28. November 2004                                                | Hartford         | 500 m          | Mathieu Turcotte                                                                  | Apolo Anton Ohno                                                                | Takafumi Nishitani                                                              |
| 26. bis 28. November 2004                                                | Hartford         | 1000 m         | Apolo Anton Ohno                                                                  | Mathieu Turcotte                                                                | Charles Hamelin                                                                 |
| 26. bis 28. November 2004                                                | Hartford         | 1500 m         | Apolo Anton Ohno                                                                  | Mathieu Turcotte                                                                | Charles Hamelin                                                                 |
| 26. bis 28. November 2004                                                | Hartford         | 3000 m         | Apolo Anton Ohno                                                                  | Li Jiajun                                                                       | Charles Hamelin                                                                 |
| 26. bis 28. November 2004                                                | Hartford         | 5000 m Staffel | KanadaJonathan Guilmette Mathieu Turcotte François-Louis Tremblay Steve Robillard | Volksrepublik ChinaLi Jiajun Li Ye Li Haonan Sui Baoku                          | JapanSatoru Terao Takafumi Nishitani Takehiro Kodera Junji Itō                  |
| 26. bis 28. November 2004                                                | Hartford         | Team           | Kanada                                                                            | Volksrepublik China                                                             | Deutschland                                                                     |
| 3. bis 5. Dezember 2004                                                  | Saguenay         | 500 m          | Mathieu Turcotte                                                                  | Apolo Anton Ohno                                                                | Li Jiajun                                                                       |
| 3. bis 5. Dezember 2004                                                  | Saguenay         | 1000 m         | Charles Hamelin                                                                   | Apolo Anton Ohno                                                                | Li Jiajun                                                                       |
| 3. bis 5. Dezember 2004                                                  | Saguenay         | 1500 m         | Apolo Anton Ohno                                                                  | Mathieu Turcotte                                                                | Steve Robillard                                                                 |
| 3. bis 5. Dezember 2004                                                  | Saguenay         | 3000 m         | Mathieu Turcotte                                                                  | Apolo Anton Ohno                                                                | Li Jiajun                                                                       |
| 3. bis 5. Dezember 2004                                                  | Saguenay         | 5000 m Staffel | KanadaJonathan Guilmette Mathieu Turcotte François-Louis Tremblay Steve Robillard | Volksrepublik ChinaLi Jiajun Li Ye Li Haonan Sui Baoku                          | JapanSatoru Terao Takafumi Nishitani Takehiro Kodera Yoshiharu Arino            |
| 3. bis 5. Dezember 2004                                                  | Saguenay         | Team           | Kanada                                                                            | Vereinigte Staaten                                                              | Volksrepublik China                                                             |
| 14. bis 16. Januar 2005 Shorttrack-Europameisterschaften 2005 in Turin   |                  |                |                                                                                   |                                                                                 |                                                                                 |
| 3. bis 5. Februar 2005                                                   | Budapest         | 500 m          | Mathieu Turcotte                                                                  | François-Louis Tremblay                                                         | Lee Seung-jae                                                                   |
| 3. bis 5. Februar 2005                                                   | Budapest         | 1000 m         | Charles Hamelin                                                                   | Song Suk-woo                                                                    | François-Louis Tremblay                                                         |
| 3. bis 5. Februar 2005                                                   | Budapest         | 1500 m         | Ahn Hyun-soo                                                                      | Apolo Anton Ohno                                                                | Charles Hamelin                                                                 |
| 3. bis 5. Februar 2005                                                   | Budapest         | 3000 m         | Apolo Anton Ohno                                                                  | François-Louis Tremblay                                                         | Mathieu Turcotte                                                                |
| 3. bis 5. Februar 2005                                                   | Budapest         | 5000 m Staffel | ItalienNicola Rodigari Fabio Carta Roberto Serra Nicola Franceschina              | KanadaÉric Bédard Mathieu Turcotte François-Louis Tremblay Steve Robillard      | SüdkoreaAhn Hyun-soo Song Suk-woo Sung Si-bak Yeo Jun-hyung                     |
| 3. bis 5. Februar 2005                                                   | Budapest         | Team           | Kanada                                                                            | Südkorea                                                                        | Vereinigte Staaten                                                              |
| 10. bis 12. Februar 2005                                                 | Spišská Nová Ves | 500 m          | Charles Hamelin                                                                   | Steve Robillard                                                                 | Satoru Terao                                                                    |
| 10. bis 12. Februar 2005                                                 | Spišská Nová Ves | 1000 m         | Apolo Anton Ohno                                                                  | Ahn Hyun-soo                                                                    | Steve Robillard                                                                 |
| 10. bis 12. Februar 2005                                                 | Spišská Nová Ves | 1500 m         | Apolo Anton Ohno                                                                  | Steve Robillard                                                                 | François-Louis Tremblay                                                         |
| 10. bis 12. Februar 2005                                                 | Spišská Nová Ves | 3000 m         | Ahn Hyun-soo                                                                      | Apolo Anton Ohno                                                                | Steve Robillard                                                                 |
| 10. bis 12. Februar 2005                                                 | Spišská Nová Ves | 5000 m Staffel | Vereinigte StaatenApolo Anton Ohno Rusty Smith Jordan Malone Mike Kooreman        | SüdkoreaAhn Hyun-soo Lee Seung-hoon Sung Si-bak Yeo Jun-hyung                   | KanadaCharles Hamelin Mathieu Turcotte François-Louis Tremblay Steve Robillard  |
| 10. bis 12. Februar 2005                                                 | Spišská Nová Ves | Team           | Kanada                                                                            | Volksrepublik China                                                             | Südkorea                                                                        |
| 5. und 6. März 2005 Shorttrack-Teamweltmeisterschaften 2005 in Chuncheon |                  |                |                                                                                   |                                                                                 |                                                                                 |
| 11. bis 13. März 2005 Shorttrack-Weltmeisterschaften 2005 in Peking      |                  |                |                                                                                   |                                                                                 |                                                                                 |

### Weltcupstände
| Rang | Name             | Punkte |
| ---- | ---------------- | ------ |
| 1    | Apolo Anton Ohno | 200    |
| 2    | Mathieu Turcotte | 194    |
| 3    | Ahn Hyun-soo     | 193    |
| 4    | Li Jiajun        | 188    |
| 5    | Charles Hamelin  | 184    |
| 6    | Rusty Smith      | 170    |
| 7    | Sui Baoku        | 166    |
| 8    | Jon Eley         | 166    |

| Rang | Name               | Punkte |
| ---- | ------------------ | ------ |
| 1    | Mathieu Turcotte   | 197    |
| 2    | Apolo Anton Ohno   | 197    |
| 3    | Charles Hamelin    | 185    |
| 4    | Takafumi Nishitani | 181    |
| 5    | Li Jiajun          | 175    |
| 6    | Li Haonan          | 173    |
| 7    | Rusty Smith        | 172    |
| 8    | Arian Nachbar      | 172    |

| Rang | Name             | Punkte |
| ---- | ---------------- | ------ |
| 1    | Apolo Anton Ohno | 198    |
| 2    | Ahn Hyun-soo     | 192    |
| 3    | Mathieu Turcotte | 189    |
| 4    | Charles Hamelin  | 188    |
| 5    | Li Jiajun        | 188    |
| 6    | Li Ye            | 176    |
| 7    | Sui Baoku        | 157    |
| 8    | Arian Nachbar    | 155    |

| Rang | Name             | Punkte |
| ---- | ---------------- | ------ |
| 1    | Apolo Anton Ohno | 200    |
| 2    | Ahn Hyun-soo     | 195    |
| 3    | Mathieu Turcotte | 189    |
| 4    | Li Jiajun        | 187    |
| 5    | Charles Hamelin  | 174    |
| 6    | Sui Baoku        | 173    |
| 7    | Sebastian Praus  | 171    |
| 8    | Li Ye            | 167    |

| Rang | Team                   | Punkte |
| ---- | ---------------------- | ------ |
| 1    | Kanada                 | 198    |
| 2    | Südkorea               | 197    |
| 3    | Vereinigte Staaten     | 193    |
| 4    | Volksrepublik China    | 193    |
| 5    | Italien                | 184    |
| 6    | Japan                  | 184    |
| 7    | Vereinigtes Königreich | 182    |
| 8    | Deutschland            | 182    |

| Rang | Team                | Punkte |
| ---- | ------------------- | ------ |
| 1    | Kanada              | 200    |
| 2    | Südkorea            | 197    |
| 3    | Volksrepublik China | 195    |
| 4    | Vereinigte Staaten  | 192    |
| 5    | Deutschland         | 186    |
| 6    | Japan               | 185    |
| 7    | Italien             | 183    |
| 8    | Belgien             | 175    |